# Pentoxiverina
Pentoxiverina (DCI) ou carbetapentano é um antitússico (supressor da tosse) comumente usado para tosse associada a doenças como resfriado comum. É um medicamento vendido livremente nos Estados Unidos como Solotuss, ou em combinação com outros medicamentos, especialmente decongestionantes. Um desses produtos é Certuss, uma combinação de guaifenesina e pentoxiverina.
A droga está disponível na forma de gotas, suspensões e supositórios.